# Ancillista ngampitchae
Ancillista ngampitchae is een slakkensoort uit de familie van de Olividae. De wetenschappelijke naam van de soort is voor het eerst geldig gepubliceerd in 2002 door Gra-Tes.